# Tokorcs
Tokorcs è un comune dell'Ungheria di 297 abitanti (dati 2001). È situato nella contea di Vas.